# Candice (chanteuse)
Pour les articles homonymes, voir Vernet et Candice.
Candice Vernet dite Candice, née le 23 août 2003, est une chanteuse, auteure-compositrice, musicienne et vidéaste web française de RnB/Soul.
Révélée au grand public lors de sa participation à la saison 11 de Star Academy en 2023, elle entame par la suite une carrière musicale, marquée par la sortie de son premier EP, Premier pétale, et des collaborations avec des artistes renommés comme Tayc et Tsew The Kid.

## Biographie

### Jeunesse et débuts
Candice Claude Bekantie Vernet naît le 23 août 2003 dans une famille d'origine française et ivoirienne. Elle développe très tôt une passion pour la musique et les arts. Dès son plus jeune âge, elle apprend le piano et commence à écrire ses propres chansons. Elle est également passionnée de couture, confectionnant des costumes de scène, et admire la chanteuse barbadienne Rihanna.

### Participation àStar Academy
En 2023, à l'âge de 20 ans, elle participe à la saison 11 de Star Academy, où elle se distingue par sa singularité vocale et son charisme. Bien qu'éliminée lors du 9e prime, elle est sélectionnée pour participer à la tournée de la saison, où elle continue de gagner en popularité grâce à ses vlogs sur YouTube, partageant les coulisses de la tournée avec ses fans, surnommés les Candies.

### Carrière
Après Star Academy, elle signe avec le label Good Mood, fondé par l'artiste Tayc, qui l'a repérée lors de l'émission. Elle sort son premier single, Fleurs fanées, en août 2024, suivi d'un duo avec Tayc, Joli cœur, qui rencontre un succès notable.
Le 14 février 2025, elle publie son premier EP, Premier pétale, un projet musical explorant les thèmes de l'amour et des désillusions, inspiré de ses propres expériences,.
Le 18 avril 2025, Candice annonce la sortie de son vinyle Premier pétale où l'on y retrouve les 8 chansons sorties le 14 février ainsi que deux nouvelles intitulées Amour Fragile et Promets-moi en feat avec Tayc.

## Discographie

### Album collectif
- 2023 : Star Academy : l'album de la promo 2023  Or

### Singles
- 2024 : Fleurs fanées
- 2024 : Joli cœur (feat. Tayc)
- 2024 : Fleurs fanées (Version acoustique)
- 2025 : Laissez-moi
- 2025 : Jeu

## Filmographie
Sauf indication contraire, les informations mentionnées dans cette section peuvent être confirmées par la base de données cinématographiques IMDb,  présente dans la section « Liens externes ».

### Télévision

#### Émissions
- 2023 : Star Academy sur TF1 (Candidate de la saison 11)

#### Séries
- 2024 : Demain nous appartient sur TF1 : elle-même (2 épisodes)